# Métropole Radio Draguignan
 (janvier 2018).
Si vous disposez d'ouvrages ou d'articles de référence ou si vous connaissez des sites web de qualité traitant du thème abordé ici, merci de compléter l'article en donnant les références utiles à sa vérifiabilité et en les liant à la section « Notes et références ».
Métropole Radio est une station de radio associative locale située à Draguignan, dans le Var. Elle a pour zone d'émission Draguignan et ses environs ainsi que Tourves, Brignoles et Saint-Maximin-la-Sainte-Baume.

## Origine du nom
Créée en 1996, la radio s'est inspirée du nom de Radio métropolys, célèbre radio des années 1980 située dans le département du Nord. Métropole a repris le logo utilisé par Métropolys, en effectuant seulement un changement du nom.

## Direction
- Patrick Escoffier de Baure fonde et dirige Métropole Radio. Il est un ancien animateur de Radio de réseau (KISS FM et METROPOLYS). Il décède en mai 2013.
- Virginie Mayer prend la fonction de présidente de Métropole Radio en Juin 2013 jusqu'en Février 2017.
- Bruno Escoffier (frère de Patrick) est le directeur de Métropole Radio de Juin 2013 à Février 2017 puis devient Président en Mars 2017.

## Place de la radio dans le paysage radiophonique dracénois
La radio est la lointaine successeur de radios dracénoises qui avaient vu le jour dans les années 1983-86 : « radio service » (proche des partis de droite), devenue « NRJ provence », et « radio dragon » (proche des partis de gauche), disparue aujourd'hui.